# Serra Barriguda

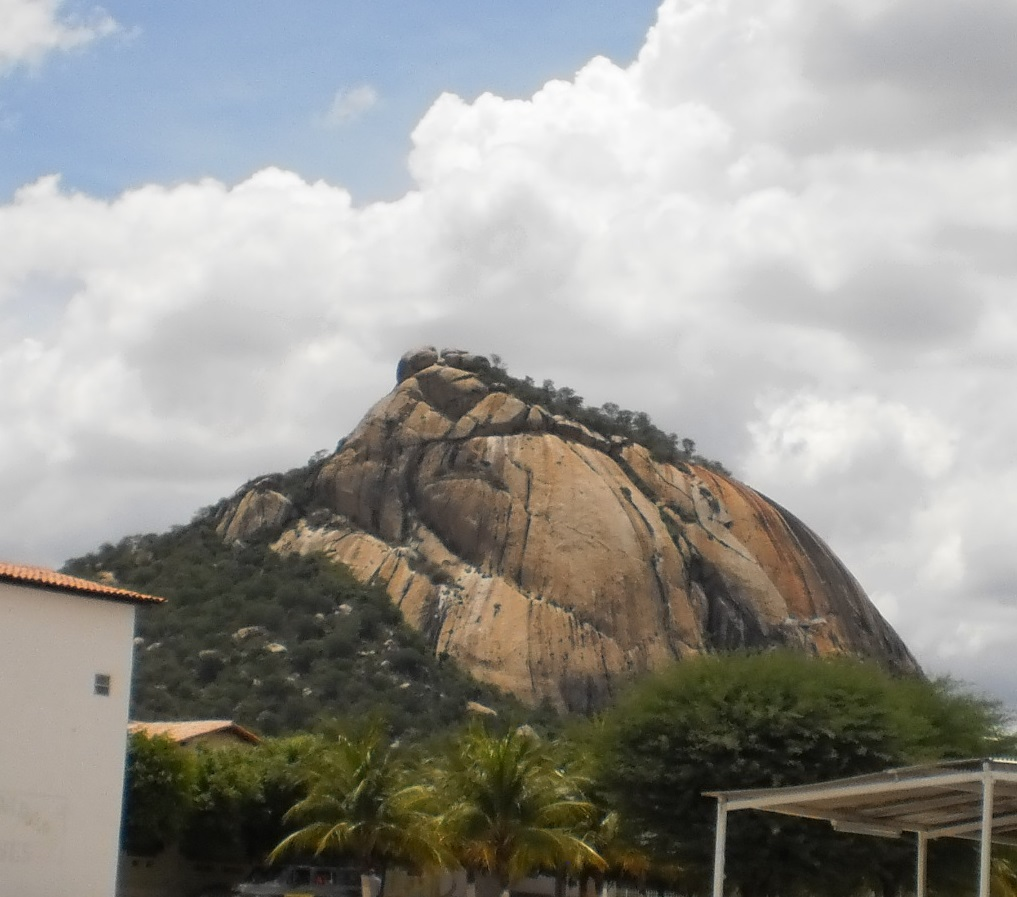
Serra Barriguda.

A Serra Barriguda situa-se no município de Alexandria, cerca de 380 km de Natal, no Rio Grande do Norte. É constituída de granito maciço e apresenta o formato anatômico de um ventre de uma mulher grávida.
Em 2007, por meio do voto popular, a Serra Barriguda foi eleita a primeira das sete maravilhas do estado do Rio Grande do Norte.